# Dolicholoma jasminiflorum
Dolicholoma jasminiflorum là một loài thực vật có hoa trong họ Tai voi. Loài này được D.Fang & W.T.Wang mô tả khoa học đầu tiên năm 1983.